# Ulrich Darjes
Ulrich Johann Friedrich Darjes (* 2. November 1788 in Güstrow; † 15. Oktober 1864 in Rethwisch) war ein deutscher Befreiungskämpfer und lutherischer Geistlicher.

## Leben

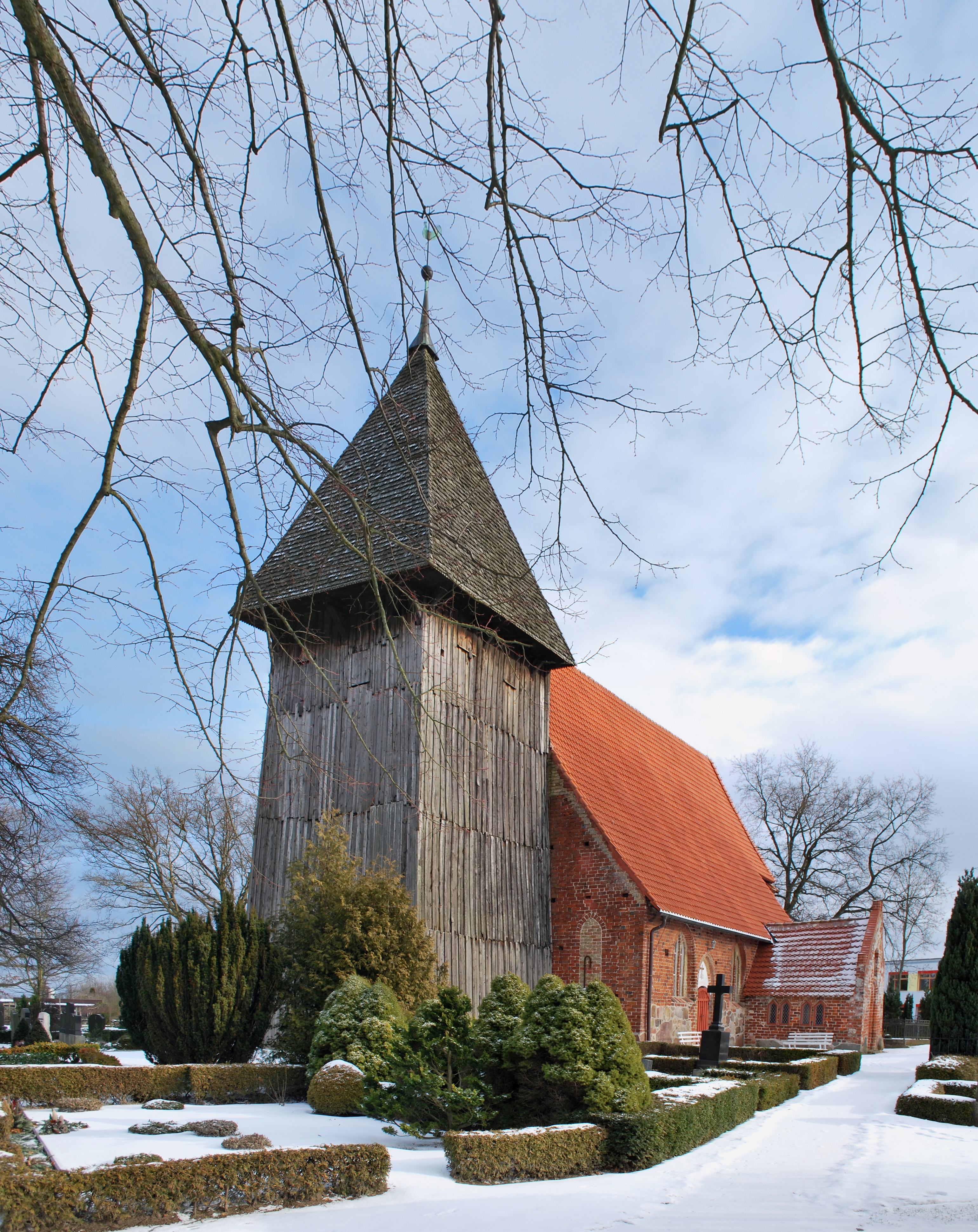
Dorfkirche Rethwisch

Ulrich Darjes war Sohn des Güstrower Hof- und Landgerichtsfiskals Johann Friedrich Darjes. Er studierte ab 1808 an der Universität Rostock Evangelische Theologie. Er war Mitglied des Corps Vandalia Rostock  (I) und vermutlich auch Mitglied der aus diesem hervorgegangenen Rostochia. Am 13. Januar 1811 gehörte er als Student der Universität Jena zu den Mitstiftern der Corpslandsmannschaft Vandalia Jena, aus der 1815 die Urburschenschaft entstehen sollte. Darjes nahm 1813–1815 an den Befreiungskriegen teil und schloss sich zunächst mit anderen Jenenser Vandalen dem Lützowschen Freikorps an. Nach Beendigung seines Studiums wurde er Collaborator des Präpositus Ernst Breem (1770–1844) in Gägelow. Über 32 Jahre, von 1832 bis zum Tode, war er Pastor an der Dorfkirche Rethwisch.
Karl Theodor Pabst, der Biograph des Jenenser Vandalen Theodor Müller, griff zur Beschreibung der gemeinsamen Studienzeit in Jena auf Berichte von Darjes zurück und schildert ausführlich die landsmannschaftlichen Auseinandersetzungen in Jena in den Jahren 1809 und 1810 ff.